# Remember a Day
Remember a Day — пісня групи Pink Floyd з альбому 1968 року A Saucerful of Secrets. Представлена на першій стороні LP другим за рахунком треком. Автором музики і слів пісні є Річард Райт. «Remember a Day» вийшла 1968 року в США і Японії на зворотному боці синглу «Let There Be More Light», а також увійшла до збірки 1971 року Relics.

## Історія створення
Енді Маббетт в книзі «Повний путівник по музиці Pink Floyd» зазначає, що «Remember a Day», можливо, призначалася для The Piper at the Gates of Dawn (але не увійшла в цей альбом) і була записана в той час під назвою «Sunshine». Партія гітари в «Remember a Day» виконана Сідом Барреттом, хоча запис пісні був закінчений вже після його відходу з групи. Вокал в «Remember a Day» належить автору пісні, Річарду Райту. Особливістю пісні є запис ритм-секції. Щоб забезпечити потрібне звучання ударних, відмінне від звичного стилю Pink Floyd, Нік Мейсон запропонував зіграти на ударній установці продюсеру Норману Сміту, також Сміт відзначився на цьому треку як бек-вокаліст.

## Концертні виконання
Пісня дуже рідко виконувалася групою на концертах, одними з таких рідкісних виконань в 1968 році були: виступ на музичному фестивалі First European International Pop Festival в Римі 6 травня і запис для французького телеканалу ORTF 5 вересня. Через 40 років виконання на сцені «Remember a Day» записано в телевізійній програмі BBC Later … with Jools Holland 23 вересня 2008 року — пісню в цьому шоу заспівав Девід Гілмор через вісім днів після смерті Річарда Райта.

## Учасники запису
- Річард Райт — клавішні, орган Farfisa, вокал;

- Сід Барретт — слайд-гітара, акустична гітара;
- Норман Сміт — ударні, бек-вокал;

- Роджер Вотерс — ударні, бек-вокал.